# L'Affaire de l'esclave Furcy
L'Affaire de l'esclave Furcy est une biographie écrite par l'écrivain et journaliste français Mohammed Aïssaoui paru en 2010 chez Gallimard. Elle traite du procès qu'intenta en 1817 à son maître l'esclave bourbonnais Furcy pour faire valoir son statut d'homme libre, un procès qui dura jusqu'en 1843. La justice française reconnut qu'il était né libre et non asservi.
L'ouvrage a reçu de nombreuses récompenses, parmi lesquelles le prix Renaudot de l'essai 2010 et le prix RFO du livre 2010,.

## Adaptations

### Au théâtre
- L'Affaire de l'esclave Furcy (pièce de théâtre) (d)  adapté par Patrick Le Mauff et mise en scène par Hassane Kouyaté, 2012[5]

### Au cinéma
- L'Affaire de l'esclave Furcy, adapté par Etienne Comar et réalisé par Abd al Malik, le tournage a lieu à la Réunion en 2024, sortie en salle en 2025, acteurs : Makita Samba (Furcy), Ana Girardot (sa compagne Virginie), Romain Duris, Vincent Macaigne, Philippe Torreton[6],[7].